# Semidiós (telenovela)
Semidiós es una telenovela chilena, de género melodrama, producida y transmitida por Canal 13 desde el 7 de marzo hasta el 2 de septiembre de 1988.
Escrita y adaptada por Jorge Díaz Saenger, producida por Ricardo Larenas, con la dirección general de Óscar Rodríguez Gingins, bajo el núcleo de contenidos de Ricardo Miranda. La historia es basada en una historia original de la reconocida escritora y dramaturga brasileña Janete Clair.
Está protagonizada y antagonizada por el actor holandés Roberto Vander interpretando un doble papel, junto con Maricarmen Arrigorriaga, Bastián Bodenhöfer   y Carolina Arregui. En los roles antagónicos contó con Mauricio Pešutić, Walter Kliche, Héctor Noguera, Rebeca Ghigliotto, Jaime Azócar y Roberto Navarrete.

## Argumento
Hugo Lemus (Roberto Vander) es un multimillonario y playboy muy solitario, que se traslada a vivir a Estados Unidos, por lo que deja a su tío Guido Prado (Walter Kliche) a cargo del manejo de sus empresas. Una mala decisión, porque Guido es un hombre ambicioso y pretende apoderarse del dinero de su sobrino.
Durante una visita a Chile, Hugo participa en una carrera de autos de rally, la cual trae graves consecuencias, ya que un accidente termina aparentemente con su vida y todos lo dan por desaparecido. El misterioso hecho despierta el interés del periodista Alex García (Bastián Bodenhöfer). El joven, que viene llegando de Europa, concentra todas sus energías en tratar de descifrar el enigma sobre el paradero de Hugo Lemus. A él se une Alberto Peralta (Mauricio Pešutić), uno de los hombres de confianza de Hugo Lemus y quien además es novio de la hija de Guido, Adriana (Carolina Arregui).
Tras varios meses de especulaciones, se termina el misterio. Hugo Lemus aparece ante la opinión pública y retoma normalmente su vida y sus negocios. Sin embargo, sus familiares y amigos más cercanos comienzan a notar una conducta un tanto extraña del millonario, quien tras el accidente parece haber cambiado bastante y olvidar ciertas cosas. ¿La razón? Hugo Lemus es dado por muerto en el accidente y para impedir que toda su fortuna sea destinada a un hogar de beneficencia, tal como lo estipulaba su testamento, Guido contrata a un profesor de matemáticas llamado Raúl Burgos, a quien conoce en un taller mecánico de Rancagua, quien posee un impresionante parecido físico con Hugo, para que se haga pasar por él y así cambie los papeles de la herencia. Al enterarse del engaño, Alberto decide sumarse a la farsa y convertirse en el brazo derecho del falso Hugo Lemus. 
El problema es que el impostor, quien en un principio era un hombre recto, pierde el horizonte con tanto poder y se torna ambicioso e inescrupuloso. Por otro lado, se obsesiona con la mujer de Hugo Lemus, Angela Santana (Maricarmen Arrigorriaga), quien llega a Chile desde Estados Unidos a exigir sus derechos como esposa legítima de Hugo.

## Elenco
- Roberto Vander como Hugo Leonardo Lemus / Raúl Burgos Lira
- Maricarmen Arrigorriaga como Ángela Santana
- Bastián Bodenhöfer como Alex García Mayer
- Carolina Arregui como Adriana Prado
- Mauricio Pešutić como Alberto Peralta
- Rebeca Ghigliotto como Estela Rivas
- Walter Kliche como Guido Prado
- Malú Gatica como Úrsula Mayer vda.de García
- María Cánepa como Alma Prado
- Luis Alarcón como Albino Vega
- Gloria Münchmeyer como Paloma Del Río
- Tennyson Ferrada como Padre Miodek
- Nelly Meruane como Elsa Santana
- Héctor Noguera como Emilio Ponce
- Grimanesa Jiménez como Leontina
- Julio Jung como Mauricio Márquez
- Juan Carlos Bistoto como Germán Santana
- Marcela Medel como Norma Acevedo
- Samuel Villarroel como Lord
- Luz Croxatto como Sonia Vega
- María Cánepa como Alma
- Mabel Farías como Raquel
- Gloria Canales como Ruth
- Rodolfo Martínez como José
- Fernando Farías como Octavio Acevedo
- Ana Reeves como Rosario
- Araceli Vitta como Ana Luz Santana
- María José Álvarez
- Patricia Larraguibel como Julia
- Rosario Zamora como Lucía
- Juan Carlos Zagal como Luis Vega
- Carlos Valenzuela como Vargas
- Roberto Navarrete como Mariano
- Eliana Vidal como Clara
- Fernando Larraín como Lucas
- Emilio García como Felix, Guardaespaldas familia Lemus
- Marco Antonio González como Guardaespaldas de Guido n.º 2

### Recurrentes y actores invitados
- Maruja Cifuentes como Aurora
- Armando Fenoglio como Dr. Sergio Suárez
- Domingo Tessier  como  Enrique /Don Quique, Padre de Claudia
- Valerio Milessi como Telmo
- Alberto Mery como Orlando
- Sergio Madrid como Inspector Labarca
- Elizabeth Hernández como Alicia Acevedo
- Jaime Azócar como Horacio
- Liliana García como Claudia, Hija de Don Quique
- Adriana Vacarezza como Jeanette
- Álvaro Rudolphy como Periodista
- Leonardo Centeno como Rodrigo
- Néstor Corona como González
- Sergio Hernández como Dr. Renato Urrutia,cirujano que opera a Hugo
- Pedro Dubó como Luis, Capataz Aras de la Familia Lemus
- Mario Bustos como Guardaespaldas
- Carlos Embry como Recepcionista
- Marco Antonio Salvadores como Médico
- Andrés Del Bosque como  Julio, Detective, Asistente N° 2 del Inspector Labarca
- Jaime Troncoso como Osvaldo,  Detective, Asistente N°1 del Inspector Labarca
- Luis Gnecco como Jaime, Abogado de Alex García Mayer
- Cristián García-Huidobro
- Laura Pizarro
- Isabel Góngora
- Carolina Gutiérrez
- María Lourdes Varas
- Sandra O'Ryan como Teresa
- Guillermo Altamirano

## Curiosidades
- Semidiós partió con magros resultados de índice de audiencia, perdiendo abrumadoramente contra la trascendental Bellas y audaces, de TVN; sin embargo, logró repuntar conforme pasaron las semanas y terminó su exhibición superando los 50 puntos de índice de audiencia, acentuado después del fin de la teleserie de TVN, el día 15 de agosto de 1988. El promedio de sintonía fue de 30 puntos, frente a los 33 promedio que alcanzó la producción de la emisora estatal. Las tres últimas semanas compitió con la primera repetición de Marta a las Ocho, la cual tuvo buena sintonía.
- Fue una de las teleseries con mayor cantidad de problemas en el elenco durante su grabación. La producción debió enfrentar una enfermedad de Malú Gatica quien debió someterse a una delicada operación, por lo que se inventó un viaje a Villarrica y posterior regreso de su personaje, una fractura en un tobillo de Maricarmen Arrigorriaga y el despido del destacado actor Julio Jung, quien no volvió a participar en una teleserie de Canal 13 hasta 2014, año en el que formó parte del elenco de la malograda producción Valió La Pena, aunque entre 1991 y 1992 fue parte del elenco estable del programa humorístico Mediomundo.
- En su momento fue criticada por su alto contenido violento y vertiginoso. La teleserie incluía escenas de combates cuerpo a cuerpos, tiroteos con numerosas muertes, persecuciones en vehículos motorizados por las calles de Santiago.
- Fue la última telenovela del siglo XX que realizó el actor Héctor Noguera en Canal 13 para luego emigrar algunos años a trabajar a TVN. 15 años más tarde, en 2003, volvería al entonces canal católico a protagonizar Machos.
- Fue retransmitida en las siguientes ocasiones:
  - Por la señal abierta de Canal 13 entre septiembre de 1994 hasta marzo de 1995 en el horario del mediodía previo al noticiero Teletarde.[1]
  - Por las pantallas de Rec TV a partir del 26 de agosto de 2024 en el horario de las 21:00 hrs.[2]
- Fue exportada y emitida con notable éxito a ciertos países de América Latina y a Europa Este.[1]